# Список умерших в 985 году

## Июнь
- 16 июня — Хартвиг I, пфальцграф Баварии (977—985).
- 26 июня — Рамиро III, король Леона (966—984).

## Июль
- 20 июля — Бонифаций VII, антипапа (974; 984—985)[1].

## Август
- 25 августа — Дитрих фон Хальденслебен, граф фон Хальденслебен, маркграф Северной марки (965—983)[2].

## Дата смерти неизвестна или требует уточнения
- Василий Лакапин, первый министр (паракимомен), фактически верховный правитель Византии (945—985 (с перерывом в 959—963)).
- Герберт III д’Омуа, граф Омуа с 943 года из династии Гербертинов (Каролингов).
- Рёгэн, японский монах, 18-й патриарх школы Тэндай.
- Рикдаг, маркграф Мейсена, Мерзебурга и Цайца с 982, граф Швабенгау, Хутици и Далеменци ранее, чем с 985[3].
- Стюрбьёрн Сильный, претендент на престол Швеции, сын короля Олафа II Бьёрнссона и племянник его соправителя Эрика VI Победоносного.
- Хивел ап Иейав, король Гвинеда (974—985).
- Юдифь, герцогиня Баварии, жена Генриха I, герцога Баварии; регент при малолетнем сыне Генрихе II.